# Oxyde de propanethial
L'oxyde de propanethial ou syn-propanethial-S-oxyde est un gaz volatil lacrymogène et soluble dans l'eau issu des oignons. Quand des oignons sont coupés, les cellules endommagées libèrent des enzymes alliinases qui catalysent la réaction d'acides aminés sulfoxydés (par exemple l'allicine dans l'ail) pour former des acides sulféniques qui sont instables et se réorganisent spontanément en oxyde de propanethial. Ce gaz se dissipe dans l'air et finit par atteindre les yeux, où il est hydrolysé en acide propanesulfinique C3H7SO2H, puis oxydé en acide propanesulfonique, aussi irritant que l'acide sulfurique. Les glandes lacrymales produisent alors des larmes pour diluer et éliminer ce composé irritant,.